# Shane Rimmer
Shane Rimmer (Toronto, Ontario, 1929. május 28. – Barnet kerület, London, 2019. március 29.) kanadai születésű brit színész.

## Filmjei
- A Dangerous Age (1957)
- Flaming Frontier (1958)
- Dr. Strangelove, avagy rájöttem, hogy nem kell félni a bombától, meg is lehet szeretni (Dr. Strangelove) (1964)
- A Bedford incidens (The Bedford Incident) (1965)
- Viharmadarak, előre! (Thunderbirds Are GO) (1966, hang)
- Csak kétszer élsz (You Only Live Twice) (1967)
- Viharmadár 6 (Thunderbird 6) (1968, hang)
- Gyémántok az örökkévalóságnak (Diamonds Are Forever) (1971)
- Minden lében két kanál (The Persuaders) (1971, tv-sorozat, egy epizódban)
- Baffled! (1973, tv-film)
- Skorpió (Scorpio) (1973)
- Élni és halni hagyni (Live and Let Die) (1973, hang)
- Take Me High (1973)
- S*P*Y*S (1974)
- Rollerball (1975)
- The 'Human' Factor (1975)
- Alfa holdbázis (Space: 1999) (1975–76, tv-sorozat, hat epizódban)
- Twilight's Last Gleaming (1977)
- Apácák a pácban (Nasty Habits) (1977)
- Csillagok háborúja (Star Wars) (1977)
- Az ezüst rejtélye (Silver Bears) (1977)
- The People That Time Forgot (1977)
- A kém, aki szeretett engem (The Spy Who Loved Me) (1977)
- Julia (1977)
- Warlords of Atlantis (1978)
- The Billion Dollar Bubble (1978, tv-film)
- Superman (1978)
- Hanover Street (1979)
- Elil rózsája (Arabian Adventure) (1979)
- Charlie Muffin (1979, tv-film)
- Superman II. (1980)
- A háború kutyái (The Dogs of War) (1980)
- A szerelem oltárán (Priest of Love) (1981)
- Vörösök (Reds) (1981)
- Gandhi (1982)
- Az éhség (The Hunger) (1983)
- Superman III. (1983)
- The Lonely Lady (1983)
- Gulag (1985)
- Morons from Outer Space (1985)
- Reunion at Fairborough (1985)
- A Holcroft egyezmény (The Holcroft Covenant) (1985)
- Álomgyermek (Dreamchild (1985)
- Halálbalett (White Nights) (1985)
- Távol Afrikától (Out of Africa) (1985)
- Patton utolsó napjai (The Last Days of Patton) (1986, tv-film)
- Anasztázia (Anastasia: The Mystery of Anna) (1986)
- Bocsi, világvége (Whoops Apocalypse) (1986)
- A Bourne-rejtély (The Bourne Identity) (1988, tv-film)
- A Very British Coup (1988, tv-film)
- Robinson Crusoe (Crusoe) (1989)
- Halálcsók (A Kiss Before Dying) (1991)
- A cég érdekében (Company Business) (1991)
- Az üstökös éve (Year of the Comet) (1992)
- Piccolo Grande Amore (1993)
- Egy kölyök Arthur király udvarában (A Kid in King Arthur's Court) (1995)
- Űrkamionosok (Space Truckers) (1996)
- One of the Hollywood Ten (2000)
- Kémjátszma (Spy Game) (2001)
- The War of the Starfighters (2003, hang)
- Batman: Kezdődik! (Batman Begins) (2005)
- Misi, a víziszörny (Mee-Shee: The Water Giant) (2005)
- UFO-boncolás (Alien Autopsy) (2006)
- Lovelorn (2010)
- Éjsötét árnyék (Dark Shadows) (2012)